# Europese kampioenschappen acrobatische gymnastiek 2009
De Europese kampioenschappen acrobatische gymnastiek 2009 waren door Union Européenne de Gymnastique (UEG) georganiseerde kampioenschappen voor acrogymnasten. De 24e editie van de Europese kampioenschappen vond plaats van 1 tot 4 oktober 2009 in het Portugese Vila do Conde.

## Resultaten

### Duo's
| Dames      |                                       |                                           |                                       |
| Discipline | Goud                                  | Zilver                                    | Brons                                 |
| All round  | Alina Yushko Katsiaryna Murashko      | Maiken Thorne Mollie Grehan               | Ayla Ahmadova Dilara Sultanova        |
| Balans     | Alina Yushko Katsiaryna Murashko      | Ayla Ahmadova Dilara Sultanova            | Tatjana De Vos Florence Henrist       |
| Tempo      | Ayla Ahmadova Dilara Sultanova        | Kateryna Sytnikova Anastasiya Melnychenko | Alina Yushko Katsiaryna Murashko      |
| Heren      |                                       |                                           |                                       |
| Discipline | Goud                                  | Zilver                                    | Brons                                 |
| All round  | Alexey Dudchenko Konstantin Pilipchuk | Douglas Fordyce Edward Upcott             | João Maia Tiago Figueiredo            |
| Balans     | Alexey Dudchenko Konstantin Pilipchuk | João Maia Tiago Figueiredo                | Douglas Fordyce Edward Upcott         |
| Tempo      | Douglas Fordyce Edward Upcott         | João Maia Tiago Figueiredo                | Alexey Dudchenko Konstantin Pilipchuk |
| Gemengd    |                                       |                                           |                                       |
| Discipline | Goud                                  | Zilver                                    | Brons                                 |
| All round  | Julie Van Gelder Menno Vanderghote    | Tatiana Okulova Revaz Gurgenidze          | Katie Axten Nicholas Illingworth      |
| Balans     | Julie Van Gelder Menno Vanderghote    | Tatiana Okulova Revaz Gurgenidze          | Katie Axten Nicholas Illingworth      |
| Tempo      | Tatiana Okulova Revaz Gurgenidze      | Julie Van Gelder Menno Vanderghote        | Katie Axten Nicholas Illingworth      |

### Groep
| Dames      |                                                                |                                                                  |                                                                  |
| Discipline | Goud                                                           | Zilver                                                           | Brons                                                            |
| All round  | Ekaterina Loginova Aigul Shaikhutdinova Ekaterina Stroynova    | Nataliya Vinnik Kateryna Kalyta Yuliya Odintsova                 | Jennie Miller Emma Walters Katherine Smith                       |
| Balans     | Ekaterina Loginova Aigul Shaikhutdinova Ekaterina Stroynova    | Nataliya Vinnik Kateryna Kalyta Yuliya Odintsova                 | Corinne Van Hombeeck Maaike Croket Eloise Vanstaen               |
| Tempo      | Ekaterina Loginova Aigul Shaikhutdinova Ekaterina Stroynova    | Nataliya Vinnik Kateryna Kalyta Yuliya Odintsova                 | Corinne Van Hombeeck Maaike Croket Eloise Vanstaen               |
| Heren      |                                                                |                                                                  |                                                                  |
| Discipline | Goud                                                           | Zilver                                                           | Brons                                                            |
| All round  | Vadzim Ulasevich Kiryl Zhdanovich Artsiom Khvalko Kiryl Shatau | Nikolay Ivanov Venelin Parvanov Velcho Stoyanov Milen Gospodinov | Tomasz Antonowicz Szymon Rudyk Michał Jarczak Maciej Piasecki    |
| Balans     | Alex Uttley Adam Buckingham Adam McAssey Jonathan Stranks      | Roman Urazbakiyev Denis Kriuchkov Andrii Lytvak Andriy Bilozor   | Nikolay Ivanov Venelin Parvanov Velcho Stoyanov Milen Gospodinov |
| Tempo      | Alex Uttley Adam Buckingham Adam McAssey Jonathan Stranks      | Roman Urazbakiyev Denis Kriuchkov Andrii Lytvak Andriy Bilozor   | Vadzim Ulasevich Kiryl Zhdanovich Artsiom Khvalko Kiryl Shatau   |

1978 ·
1979 ·
1980 ·
1982 ·
1984 ·
1985 ·
1986 ·
1987 ·
1988 ·
1989 ·
1990 ·
1991 ·
1992 ·
1993 ·
1994 ·
1995 ·
1996 ·
1997 ·
1999 ·
2001 ·
2003 ·
2005 ·
2007 ·
2009 ·
2011 ·
2013 ·
2015 ·
2017 ·
2019 ·
2021 ·